# Pierre D. Harvey
Pour les articles homonymes, voir Pierre Harvey et Harvey.
Pierre D. Harvey est un physicien canadien spécialiste en photophysique, c'est-à-dire des interactions entre la lumière et les molécules,. 

## Biographie
Il a obtenu un baccalauréat suivi d'une maîtrise en photophysique à l'Université de Montréal. Par la suite, il a complété un doctorat à l'Université McGill, se spécialisant en spectroscopie vibrationnelle et en chimie organométallique. 
À la fin des années 1980, il complète un programme postdoctoral au California Institute of Technology (Caltech) et un autre au Massachusetts Institute of Technology (MIT). 
En 1989, il entre comme professeur à l'Université de Sherbrooke. À partir de ce moment, sa carrière sera centrée sur son domaine de prédilection, la photophysique.

## Distinctions
- 2008 : Prix Adrien-Pouliot[1] remis par l'Acfas
- 2008 : prix Gerhard-Herzberg[1] de la Société canadienne de sciences analytiques et de spectroscopie